# Пролетарий (кинотеатр, Воронеж)
«Пролетарий» — крупнейший кинотеатр Воронежа. Состоит из двух разновременных частей: старой (1914—1917 годы) и новой (1966—1969 годы).

## История

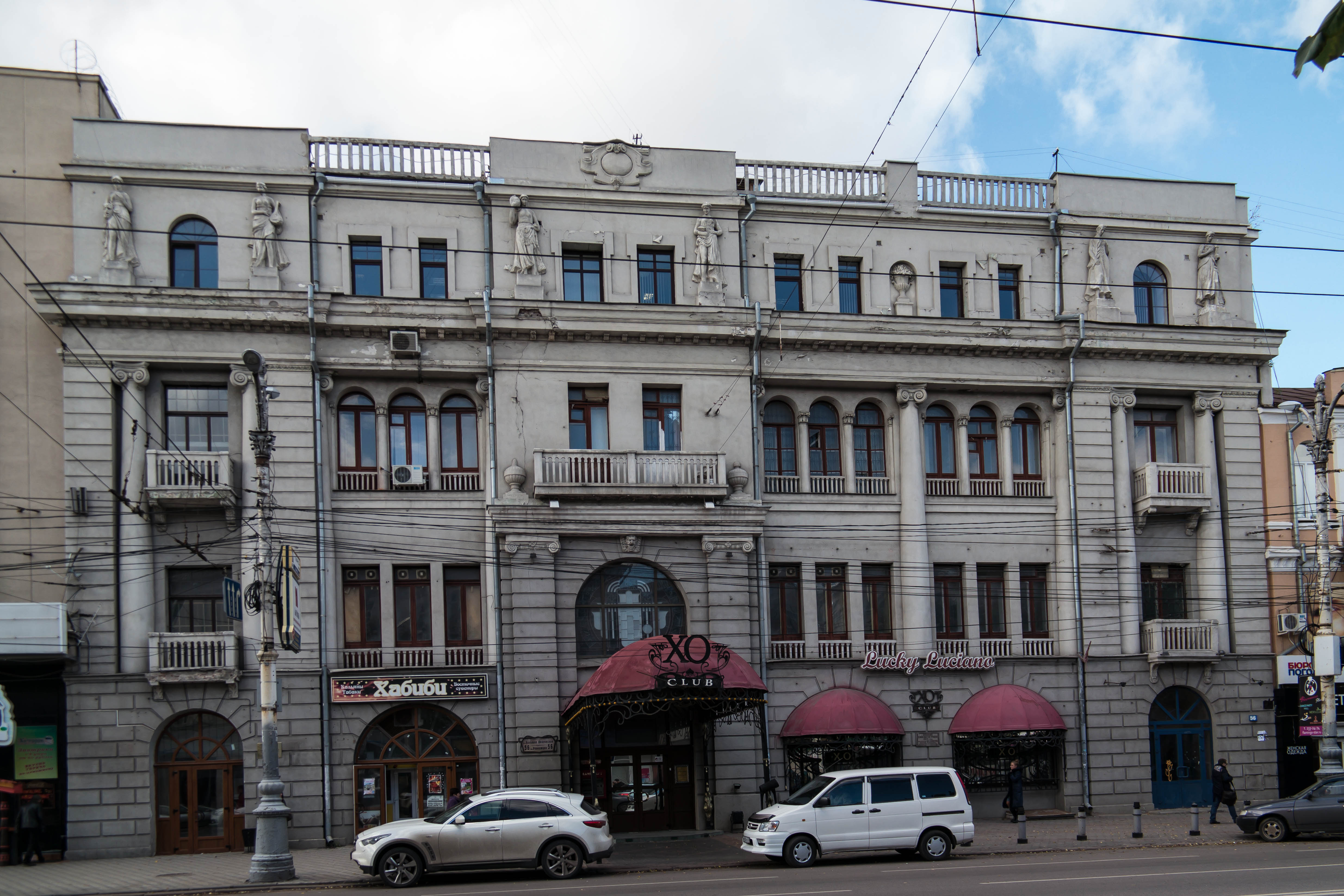
Старое здание кинотеатра (синематограф «Увечный воин»)

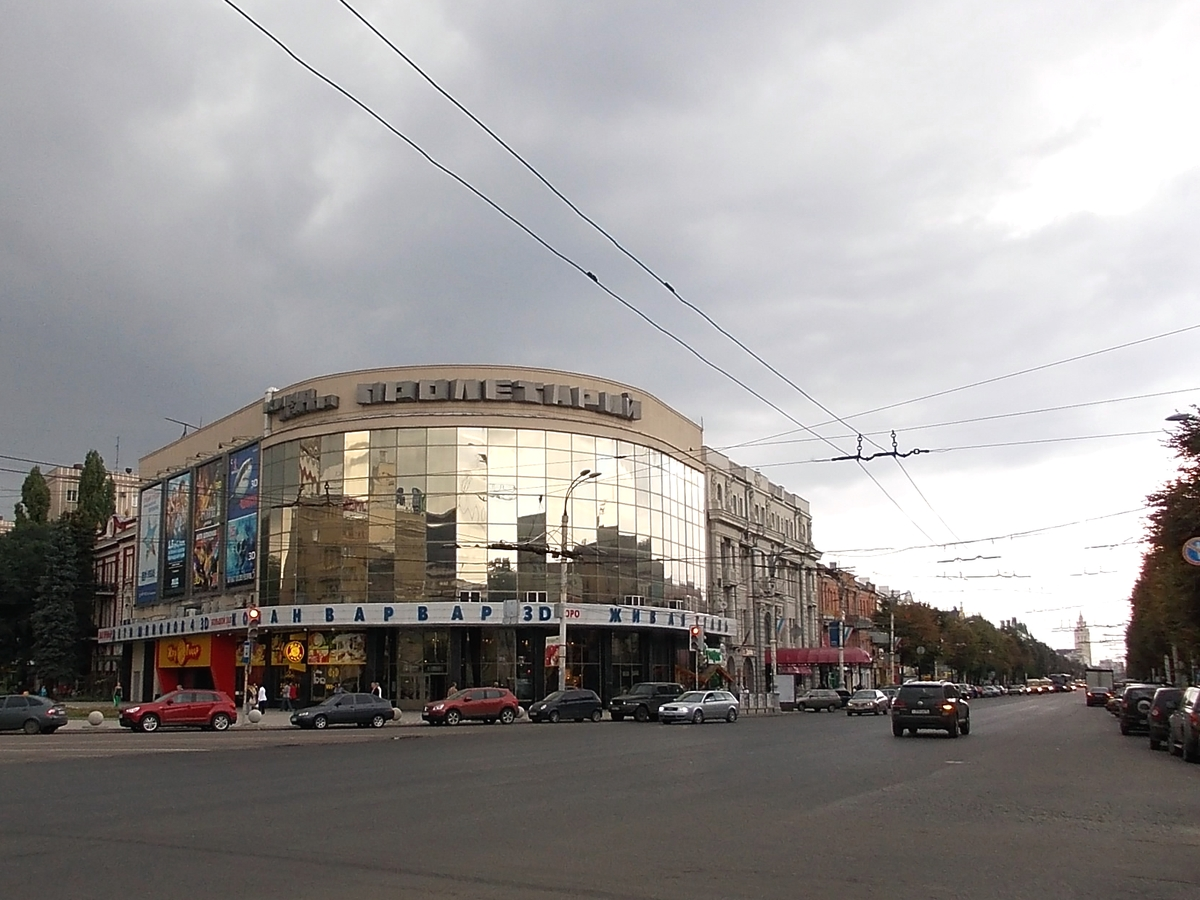
Кинотеатр «Пролетарий»

Старое здание было построено в 1914—1917 годах и на то время оно было самым крупным зданием в центре города. Изначальное название — синематограф «Увечный воин». Его открывала организация инвалидов войны «Союз увечных воинов», а принадлежал кинотеатр семье купцов Шуклиных. В 1916 году в частично отделанных помещениях были размещены Отдел связи с фронтом Воронежского губернского комитета Всероссийского земляческого союза и редакция журнала «В дни войны».
Во время Великой Отечественной войны здание пострадало мало, однако в 1946 году были проведены восстановительные работы и внутренняя перепланировка под руководством приехавшего из Грузии архитектора П. Н. Лобженидзе. К 7 ноября строительные леса и заградительные заборы были убраны.
В 1966—1969 годах к старому зданию с угла пристроен новый полукруглый корпус, который завершил формирование Никитинской площади (архитектор Ю. В. Львов).

## Архитектура
Старое здание кинотеатра — четырёхэтажное сооружение в стиле неоклассицизма. Фасад имеет симметричную композицию, а в его декоре использованы полуколонны, балконы, барельефы, арочные проёмы и скульптурные изображения шести муз на четвёртом этаже (скульптор — Н. В. Вакулинский). При строительстве нового здания старое было подвергнуто внутренней перепланировке.
Угол нового корпуса, в котором разместилось фойе, скруглён и приподнят на высоту этажа на опорах, облицованных чёрным лабрадоритом. На полукруглой стене двухсветного фойе большого зрительного зала помещено мозаичное панно «Прометей». Зал кинохроники расположен ниже уровня земли.